# 片岡鶴太郎の金田一耕助シリーズ
片岡鶴太郎の金田一耕助シリーズ（かたおかつるたろうの きんだいちこうすけシリーズ）では、横溝正史の推理小説「金田一耕助シリーズ」を原作とする、片岡鶴太郎主演のテレビドラマシリーズについて説明する。片岡主演のシリーズは、フジテレビ系列で1990年から1998年にかけて、『昭和推理傑作選・横溝正史シリーズ』として全9作が放送されている。
放送枠は「男と女のミステリー」（第1作）、「金曜ドラマシアター」（第2作 - 第3作）、「金曜エンタテイメント」（第4作 - 第8作）。

## 概要
1990年に「原作に忠実な推理ドラマを」ということで、日本推理作家協会の協力の下に「昭和推理傑作選」と銘打たれたシリーズの中の一作として『獄門島』が放送され、以降「横溝正史シリーズ」としてシリーズ化する。金田一耕助役の片岡鶴太郎と、磯川警部役の加藤武のレギュラー陣以外に、平幹二朗と牧瀬里穂が毎回違う役でレギュラー出演する、東京や信州を舞台にした原作も原則として岡山の物語として脚色するなど、変わった手法も見て取れた。また、ロケ地を本格的に選んで撮影することも特色の一つであった。
『女怪』のみは演出家も異なり、唯一東京を舞台として、加藤、平、牧瀬らも出演しないなど、毎年秋放映のペースを初めて破ったことを含め、番外篇的な趣向となっている。ただし、初対面の等々力警部に面会するときに磯川警部の紹介状を携えたり、途中で岡山県（原作の伊豆から変更）の墓地へ出向いて顔見知りの刑事に遭遇するなど、他の作品の設定との連続性は保たれている。

## キャスト
- 金田一耕助 - 片岡鶴太郎
- 磯川警部 - 加藤武

第1作「獄門島」（1990年）
- 早苗 - 遥くらら
- 月代 - 牧瀬里穂
- 雪枝 - 高橋由美子
- 花子 - 持田真樹
- 儀兵衛 - 岡田真澄
- お志保 - 二宮さよ子
- 千万太 - 渕野俊太
- 了然 - フランキー堺
- 荒木村長 - 左右田一平
- 幸庵 - 今福将雄
- 鵜飼 - 尚舞
- 竹蔵 - 坂西良太
- お小夜 - 南野陽子
- 清水巡査 - 菅田俊
- 復員兵 - 潮健児
- 清水種 - 久松夕子

第2作「悪霊島」（1991年）
- 刑部大膳 - 平幹二朗
- 三津木五十子 - 牧瀬里穂
- 吉太郎 - 嶋田久作
- 巴御寮人 - 島田陽子
- 越智竜平 - 夏八木勲
- 刑部守衛 - 佐川満男
- 越智松蔵 - 六平直政
- 荒木定吉 - 井田州彦
- 妹尾誠 - 長岡尚彦
- 妹尾勇 - 雅まさ彦
- 山崎宇一 - 沼田爆
- 巴（回想） - 宮沢りえ
- 竜平（回想） - 市川染五郎

第3作「本陣殺人事件」（1992年）
- 一柳賢蔵 - 本田博太郎
- 一柳三郎 - 長岡尚彦
- 一柳鈴子 - 小田茜
- 一柳糸子 - 佐久間良子
- 三本指の男（一柳隼人） - ?
- 一柳妙子 - 古手川祐子
- 久保克子 - 森口瑤子
- 女中・秋子 - 吉行和子
- 田谷照三 - 赤井英和
- 白木静子 - 牧瀬里穂

第4作「悪魔の手毬唄」（1993年）
- 青池リカ - いしだあゆみ
- 由良敦子 - 新橋耐子
- 由良泰子 - 佐藤忍
- 仁礼仁平 - 高橋幸治
- 仁礼文子 - 朝岡実嶺
- 仁礼咲枝 - 吉沢京子
- 増田歌名雄 - 加勢大周
- 別所春江 - 萬田久子
- 別所千恵子 / 青池里子 - 牧瀬里穂
- 多々良放庵 - 平幹二朗
- おいと - 二宮さよ子
- 河原さぶ
- 木村（巡査） - 渡辺いっけい

第5作「犬神家の一族」（1994年）
- 野々宮珠世 / 野々宮晴世 - 牧瀬里穂
- 犬神佐清 / 青沼静馬 - 椎名桔平
- 犬神佐武 - 矢野和朗
- 犬神佐智 - 長岡尚彦
- 松子 - 栗原小巻
- 竹子 - 二宮さよ子
- 梅子 - 山口美也子
- 犬神佐兵衛 - 平幹二朗
- 小夜子 - 黒沢あすか
- 古館（弁護士） - 渡辺いっけい
- 青沼菊乃 - 大竹一重
- 佐兵衛（回想） - 大沢健

第6作「八つ墓村」（1995年）
- 寺田辰弥 - 岡本健一
- 野村美也子 - 名取裕子
- 田治見要蔵 - 平幹二朗
- 田治見小竹 / 田治見小梅 - 山口美也子
- 田治見春代 - 寺島しのぶ
- 井川鶴子 - 小松みゆき
- 濃茶の尼 - 朝比奈順子
- 久野恒実 - 大杉漣
- 田治見 おきさ - 水野あや
- お島 - のむらゆみ
- 菊姫 - 牧瀬里穂

第7作「女怪」（1996年）
- 持田虹子（銀座の酒場「虹子の店」） - 古手川祐子
- 持田恭平（虹子の夫） - 志賀圭二郎
- 村上ユキ（ホステス） - 立河宜子
- 跡部通泰 / 賀川春樹（虹子の恋人・貿易商） - 神保悟志
- 長谷川善三（保険会社専務） - 中原潤
- 硯川酒肴（流行探偵小説作家） - フランキー堺
- 等々力警部 - 石黒賢
- 刑事 - 菅田俊
- 長岡尚彦
- 川上たけし
- 吉宮君子
- 水森コウ太
- 恩田恵美子
- 川村千里

※磯川警部は登場しない。

第8作「悪魔が来りて笛を吹く」（1996年）
- 椿美禰子 - 遊井亮子
- 椿秋子 - 真野響子
- 三島東太郎 - 赤羽秀之
- お種 - のむらゆみ
- 新宮利彦 - 本田博太郎
- 新宮公丸 - 平幹二朗
- 菊江 - 花山佳子
- 三島こま - 二宮さよ子
- 磯川八千代 - 牧瀬里穂
- 井之上隆志
- 林孝一
- 大塚洋
- 久保晶

第9作「女王蜂」（1998年）
- 神尾秀子 - 池上季実子
- 大道寺智子 - 初瀬かおる
- 大道寺琴絵 - 筒井真理子
- 大道寺欣造 - 細川俊之
- 多門連太郎 - 中山俊
- 九十九龍馬 - 鶴田忍
- 遊佐三郎 - 伊集院光
- 蔦代 - 二宮さよ子
- 磯川八千代 - 牧瀬里穂

## スタッフ
- 脚本 - 岸田理生、佐伯俊道
- 演出 - 福本義人、藤田明二
- プロデュース - 高橋萬彦
- 制作 - フジテレビ、共同テレビ

## 放送日程
- 第5作は21時03分から23時22分までの拡大放送。
- 第8作は21時00分から23時22分までの拡大放送。

| 話数 | 放送日         | サブタイトル         | 原作                     | 脚本     | 演出     |
| ---- | -------------- | -------------------- | ------------------------ | -------- | -------- |
| 1    | 1990年09月28日 | 獄門島               | 「獄門島」               | 岸田理生 | 福本義人 |
| 2    | 1991年10月04日 | 悪霊島               | 「悪霊島」               | 岸田理生 | 福本義人 |
| 3    | 1992年10月02日 | 本陣殺人事件         | 「本陣殺人事件」         | 岸田理生 | 福本義人 |
| 4    | 1993年09月24日 | 悪魔の手毬唄         | 「悪魔の手毬唄」         | 岸田理生 | 福本義人 |
| 5    | 1994年10月07日 | 犬神家の一族         | 「犬神家の一族」         | 佐伯俊道 | 福本義人 |
| 6    | 1995年10月13日 | 八つ墓村             | 「八つ墓村」             | 佐伯俊道 | 福本義人 |
| 7    | 1996年04月26日 | 女怪                 | 「女怪」 「霧の中の女」  | 佐伯俊道 | 藤田明二 |
| 8    | 10月25日       | 悪魔が来りて笛を吹く | 「悪魔が来りて笛を吹く」 | 佐伯俊道 | 福本義人 |
| 9    | 1998年04月07日 | 女王蜂               | 「女王蜂」               | 佐伯俊道 | 福本義人 |